# Влатко Павлетић
Влатко Павлетић (Загреб, 2. децембар 1930 — Загреб, 19. септембар 2007) био је хрватски академик, политичар, универзитетски професор, есејист, теоретичар књижевности и критичар.

## Биографија
Народну школу и гимназију похађао је у Загребу. На Универзитету у Загребу 1955. године дипломирао је хрватски језик и књижевност. Докторирао је 1975. године у Загребу на Ујевићевој поезији.
Радио је као уредник Вјесника, директор драме Хрватског народног позоришта у Загребу (1958—1960), главни уредник издања Матице Хрватске (1965—1972). Уређивао је културну рубрику „Вјесника“, „Вјесника у сриједу“, „Телеграма“ и часописе „Извор“, „Кругови“, „Република“, „Литература“ и „Критика“ у периоду од 1949. до краја 1971. године у непрестаном континуитету. У „Круговима“ је 1952. године објавио је есејистички манифест Нека буде живост чији је наслов безброј пута цитиран, као и наслов чланка из 1952. године - Пут зван толеранција.
Од 1960. године био је доцент, а потом редовни професор књижевности на Академији драмске уметности у Загребу, где је предавао књижевност југословенских народа, велика дела светске књижевности и семиотику књижевности. У међувремену је годину дана провео у Паризу на студијском боравку, а претходно три месеца у Италији. Резултати тога су многи чланци, есеји, студије те књиге.
Био је члан уредништва библиотеке „Пет стољећа хрватске књижевности“, а покренуо је и уређивао интегралну библиотеку поезије, с аутентичним гласом песника на грамофонској плочи „Арион“, библиотеку темељних дела културе „Прометеј“ и серију „Златна књига“ у Накладни завод Матице Хрватске, где је осим тога уредио неколико стотина књига хрватских и страних писаца од 1964. до 1972. Главни је уредник фундаменталних библиотека „Векови хрватске књижевности“ и „Врхови светске књижевности“. Саставио је критичке панораме, прегледе и антологије: „Хрватска модерна“ (Сарајево, 1960), „Живот под рефлекторима - антологија савремене хрватске драме“ (Загреб, 1961), „Хрватски песници између два светска рата“ (Београд, 1963), „Панорама хрватске књижевности 20. стољећа“, (Загреб, 1965) и „Златна књига хрватскога песништва“ (Загреб, 1970, 1971, 1990). Покренуо је и у дугом раздобљу уређивао библиотеку „Кључ за књижевно дјело“ у Школској књизи.
Чланом Друштвом хрватских књижевника постао је 1951. године кад је био и секретар друштва. Члан је Матице Хрватске и ПЕН клуба, а од 1987. године такође члан Хрватске академије знаности и умјетности у којој је шест година био потпредседник, а пре тога три године секретар Разреда за књижевност. Године 1997, добио почасну диплому Бугарске академије наука. Поједини текстови су му преведени на пољски, руски, чешки, бугарски, енглески и француски језик.
За свој дугогодишњи рад је као јавни, културни и политички радник био награђиван. Носилац је низа највиших државних одликовања, а 2003. године додељена му је награда „Златни грб“ коју је утемељио Хрватски сабор за заслуге у развијању парламентарне демократије и толеранције. Матица хрватска, 2008. године, постхумно му је доделила новоустановљени Орден грофа Драшковића.
Умро је у 77. години од рака гуштераче.

### Политичка каријера
Од 1965. до 1967. био је члан загребачког Централног комитета Савеза комуниста Хрватске, али је избачен из Комитета и партије као хрватски националист због Декларације о називу и положају хрватског књижевног језика којој је један од састављача. Године 1972, ухапшен је са групом званичника Матице Хрватске (Фрањо Туђман, Шиме Ђодан, Марко Веселица, Владо Готовац и др) и затим осуђен на годину и пол затвора као хрватски националист због покушаја рушења и промене државног уређења.
Од 1990. обављао је низ политичких и културно-политичких дужности; уз остало био је уметнички директор Јадран филма и заменик председника Савета за телекомуникације. Од 1995. до 2000. године члан је Председништва Хрватске демократске заједнице. У владма Месића, Манолића и Грегурића од 1990. до 1992. године био је министар просвете, културе и спорта.. Посланик у Хрватском сабору био је у три мандата од 1992. до 2003. године, у трећем сазиву био је председник, а у четвртом потпредседник Сабора Нешто више од три месеца вршио је дужност председника Републике Хрватске након смрти Фрање Туђмана.